# Lycenchelys fedorovi
Lycenchelys fedorovi és una espècie de peix de la família dels zoàrcids i de l'ordre dels perciformes.

## Morfologia
- Els mascles poden assolir 32 cm de longitud total i les femelles 34.
- Nombre de vèrtebres: 132-139.[4]

## Alimentació
Menja amfípodes, poliquets, isòpodes i ostracodes.

## Hàbitat
És un peix marí i d'aigües profundes que viu entre 190-800 m de fondària.

## Distribució geogràfica
Es troba a les Illes Kurils.

## Observacions
És inofensiu per als humans.